# AC/DC Live
AC/DC Live é um álbum ao vivo da banda de rock australiana AC/DC, lançado em 1992.

## Geral
O álbum foi lançado tanto individualmente como também fazendo parte de um álbum duplo, intitulado Live: 2 CD Collector's Edition. Por apresentar grandes sucessos da banda, foi considerado como uma versão "Greatest Hits" do AC/DC (mesmo sem músicas dos 3 álbuns seguintes). Foi relançado em 2003 como parte do AC/DC Remasters Series.

## Faixas
Todas as faixas são escritas por Angus Young, Malcolm Young e Brian Johnson, exceto onde indicado.
| No. | Título | Compositores                  | Duração |
| --- | --- | ----------------------------- | ------- |
| 1.  | "Thunderstruck" (Espanha 1991)                                                                             | A. Young, M. Young            | 6:34    |
| 2.  | "Shoot to Thrill" (NEC, Birmingham, Inglaterra; 23 de abril de 1991)                                       |                               | 5:21    |
| 3.  | "Back In Black" (Donington Park, Leicestershire, Inglaterra; 17 de agosto de 1991)                         |                               | 4:28    |
| 4.  | "Who Made Who" (NEC, Birmingham, Inglaterra; 23 de abril de 1991)                                          |                               | 5:15    |
| 5.  | "Heatseeker" (NEC, Birmingham, Inglaterra; 23 de abril de 1991)                                            |                               | 3:37    |
| 6.  | "The Jack" (Aeródromo de Tushino, Moscou, Rússia; 28 de setembro de 1991)                                  | A. Young, M. Young, Bon Scott | 6:56    |
| 7.  | "Moneytalks" (NEC, Birmingham, Inglaterra; 23 de abril de 1991)                                            | A. Young, M. Young            | 4:18    |
| 8.  | "Hells Bells" (Northlands Coliseum, Edmonton, Canadá; 21 de junho de 1991)                                 |                               | 6:01    |
| 9.  | "Dirty Deeds Done Dirt Cheap" (NEC, Birmingham, Inglaterra; 23 de abril de 1991)                           | A. Young, M. Young, Scott     | 5:02    |
| 10. | "Whole Lotta Rosie" (Aeródromo de Tushino, Moscou, Rússia; 28 de setembro de 1991)                         | A. Young, M. Young, Scott     | 4:30    |
| 11. | "You Shook Me All Night Long" (Donington Park, Leicestershire, Inglaterra; 17 de agosto de 1991)           |                               | 3:54    |
| 12. | "Highway to Hell" (SECC, Glasgow, Escócia; 20 de abril de 1991)                                            | A. Young, M. Young, Scott     | 3:58    |
| 13. | "TNT" (NEC, Birmingham, Inglaterra; 23 de abril de 1991)                                                   | A. Young, M. Young, Scott     | 3:47    |
| 14. | "For Those About to Rock (We Salute You)" (Northlands Coliseum, Edmonton, AB, Canadá; 22 de junho de 1991) |                               | 7:09    |

### Duplo: "Collector's Edition"
| No. | Título                                                                              | Compositores              | Duraçã |
| --- | ----------------------------------------------------------------------------------- | ------------------------- | ------ |
| 1.  | "Thunderstruck" (Spain 1991)                                                        | A. Young, M. Young        | 6:34   |
| 2.  | "Shoot to Thrill" (NEC, Birmingham, Inglaterra; 23 de Abril de 1991)                |                           | 5:21   |
| 3.  | "Back in Black" (Donington Park, Leicestershire, Inglaterra; 17 de Agosto de 1991)  |                           | 4:28   |
| 4.  | "Sin City" (NEC, Birmingham, Inglaterra; 23 de Abril de 1991)                       | A. Young, M. Young, Scott | 5:40   |
| 5.  | "Who Made Who" (NEC, Birmingham, Inglaterra; 23 de Abril de 1991)                   |                           | 5:16   |
| 6.  | "Heatseeker" (NEC, Birmingham, Inglaterra; 23 de Abril de 1991)                     |                           | 3:37   |
| 7.  | "Fire Your Guns" (Donington Park, Leicestershire, Inglaterra; 17 de Agosto de 1991) | A. Young, M. Young        | 3:42   |
| 8.  | "Jailbreak" (NEC, Birmingham, Inglaterra; 23 de Abril de 1991)                      | A. Young, M. Young, Scott | 14:43  |
| 9.  | "The Jack" (Aeródromo de Tushino, Moscow, Russia; 28 de Setembro de 1991)           | A. Young, M. Young, Scott | 6:57   |
| 10. | "The Razors Edge" (NEC, Birmingham, Inglaterra; 24 de Abril de 1991)                | A. Young, M. Young        | 4:36   |
| 11. | "Dirty Deeds Done Dirt Cheap" (NEC, Birmingham, Inglaterra; 23 de Abril de 1991)    | A. Young, M. Young, Scott | 5:03   |
| 12. | "Moneytalks" (NEC, Birmingham, Inglaterra; 23 de Abril de 1991)                     | A. Young, M. Young        | 4:20   |

| No. | Titulo                                                                                                 | Autor                         | Duração |
| --- | --- | ----------------------------- | ------- |
| 1.  | "Hells Bells" (Northlands Coliseum, Edmonton, Canadá; 21 de Junho de 1991)                             |                               | 6:01    |
| 2.  | "Are You Ready" (Northlands Coliseum, Edmonton, Canadá; 21 de Junho de 1991)                           | A. Young, M. Young            | 4:34    |
| 3.  | "That's the Way I Wanna Rock 'n' Roll" (Northlands Coliseum, Edmonton, Canadá; 21 de Junho de 1991)    |                               | 3:57    |
| 4.  | "High Voltage" (Polônia, 1991)                                                                         | A. Young, M. Young, Scott     | 10:32   |
| 5.  | "You Shook Me All Night Long" (Donington Park, Leicestershire, Inglaterra; 17 de Agosto de 1991)       |                               | 3:54    |
| 6.  | "Whole Lotta Rosie" (Aeródromo de Tushino, Moscow, Russia; 28 de Setembro de 1991)                     | A. Young, M. Young, Scott     | 4:30    |
| 7.  | "Let There Be Rock" (S.E.C.C., Glasgow, Escócia; 20 de Abril de 1991)                                  | A. Young, M. Young, Scott     | 12:17   |
| 8.  | "Bonny" (S.E.C.C., Glasgow, Escócia; 20 de Abril de1991)                                               | Trad. arr. A. Young, M. Young | 1:03    |
| 9.  | "Highway to Hell" (S.E.C.C., Glasgow, Escócia; 20 de Abril de 1991)                                    | A. Young, M. Young, Scott     | 3:53    |
| 10. | "T.N.T." (NEC, Birmingham, Inglaterra; 23 de Abril de 1991)                                            | A. Young, M. Young, Scott     | 3:48    |
| 11. | "For Those About to Rock (We Salute You)" (Northlands Coliseum, Edmonton, Canada; 22 de Junho de 1991) |                               | 7:09    |

## Paradas musicais
| País/Parada (1992–2019)               | Melhor posição |
| ------------------------------------- | -------------- |
| Austrália (ARIA)                      | 1              |
| Países Baixos (Dutch Charts)          | 26             |
| Nova Zelândia (RMNZ)                  | 9              |
| Noruega (VG-lista)                    | 10             |
| Suécia (Sverigetopplistan)            | 25             |
| Suíça (Schweizer Hitparade)           | 10             |
| Alemanha (Offizielle Deutsche Charts) | 15             |
| Reino Unido (UK Albums Chart)         | 5              |
| Estados Unidos (Billboard 200)        | 15             |
| França (SNEP)                         | 29             |
| Espanha (PROMUSICAE)                  | 70             |
| Japão (Oricon)                        | 105            |
| Portugal (AFP)                        | 24             |

| País/Parada (1992)                    | Melhor posição |
| ------------------------------------- | -------------- |
| Austrália (ARIA)                      | 44             |
| Áustria (Ö3 Austria Top 40)           | 7              |
| França (SNEP)                         | 155            |
| Alemanha (Offizielle Deutsche Charts) | 5              |
| Suécia (Sverigetopplistan)            | 9              |
| Suíça (Schweizer Hitparade)           | 5              |
| Estados Unidos (Billboard 200)        | 34             |

## Créditos
- Brian Johnson - vocal
- Angus Young - guitarra solo
- Malcolm Young - guitarra base, voz auxiliar
- Cliff Williams - baixo, voz auxiliar
- Chris Slade - bateria